# 卡西，伦巴第角，作品196
《卡西，伦巴第角，作品196》（Cassis, Cap Lombard, Opus 196）是法国画家保罗·西涅克的一幅油画，描绘法国南部普罗旺斯海岸的村镇卡西（Cassis）。西涅克对风景非常着迷；他在卡西画了五幅画。西涅克在给文森特·梵高的信中描述了这幅画：“白色、蓝色、橙色，和谐地分散在美丽的起伏中。群山四周都有节奏的曲线。” 这幅画现藏于荷兰海牙市立美术馆。